# Rattus Norvegicus (албум)
Rattus Norvegicus је први албум британског састава Стренглерс објављен априла 1977. године. Појавио се на ЦД-у 2001. са три додатне ствари.

## 

### Додатне ствари на диску
- (уживо)